# Departamento de Kupe-Manenguba
Kupe-Manenguba o Koupé-Manengouba es un departamento de la región Sudoeste de Camerún. En noviembre de 2005 tenía una población censada de 105 579 habitantes.
Está formado por los siguientes municipios:
- Bangem 21,411
- Nguti 27,151
- Tombel 57,017